# Erik Weatherhat

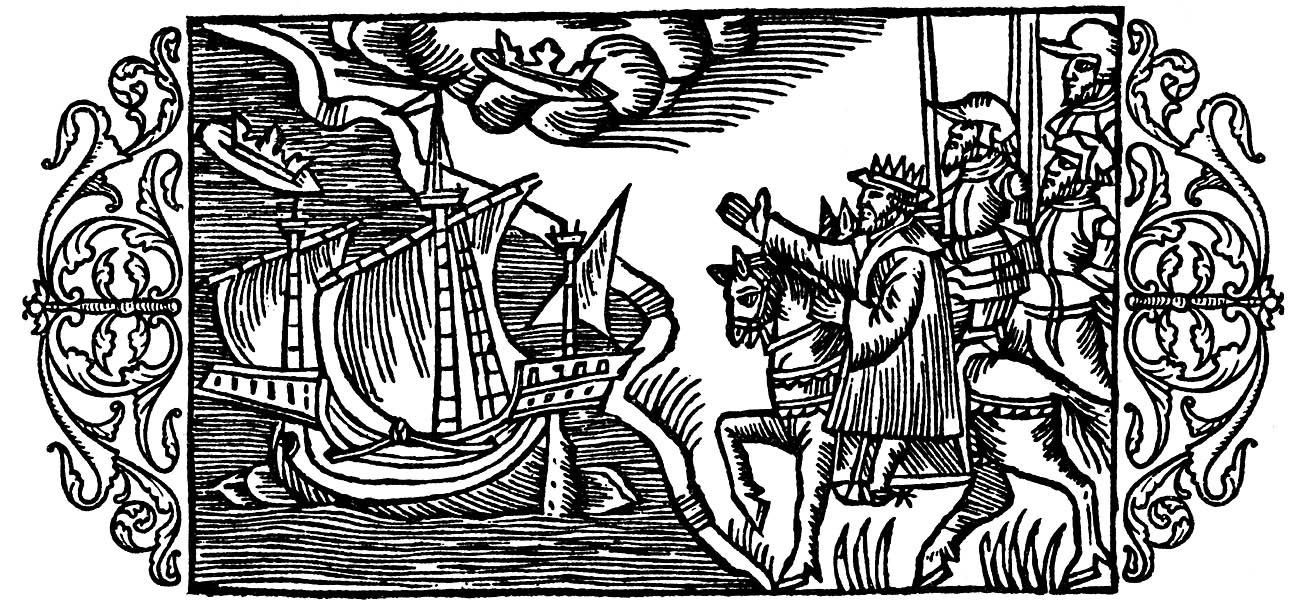
Se suponía que Erik Väderhatt podía controlar la fuerza y la dirección de los vientos con su sombrero. Los sombreros coronados a la izquierda simbolizaban su poder para cambiar los vientos, haciendo que el barco navegase en su dirección.

Erik Väderhatt es un rey legendario de Suecia. El origen del nombre Weatherhat — Weatherhat significa "sombrero del clima" en español — hace referencia a la buena suerte que tenían sus barcos durante sus expediciones vikingas en el Mar Báltico.
Su lugar en la genealogía de reyes Suecos es un misterio, a veces se le considera la misma persona que Erik Anundsson, personaje histórico de Heimskringla y a veces, de acuerdo con Gesta Danorum, uno de los hijos de Ragnar Lodbrok.